# Asobara somersetensis
Asobara somersetensis (лат.) — вид паразитических наездников рода Asobara из семейства Braconidae (Alysiinae, Hymenoptera). Название происходит от имени места, где в 1930 году была обнаружена типовая серия (Cape Province, Somerset East).

## Распространение
Африка: ЮАР.

## Описание
Относительно крупный для своего рода вид. Длина от 3 до 4 мм, переднее крыло до 3,9 мм. От близких видов (Asobara abyssiniensis, Asobara robusta) отличается пропорциями тела, особенностями жилкования крыльев. Усики 31-члениковые у самок и более чем 30-члениковые у самцов (усики повреждённые).  Основная окраска тела коричневая. Жвалы крупные, простые, с 3 зубцами. Верхний зубец жвал широкий; средний зубец широкий и короткий; нижний зубец широкий. Передняя тенториальная ямка находится вдали от края глаз. Предположительно паразитируют на представителях отряда двукрылые.

## Систематика
Вид Asobara somersetensis был впервые описан в 2019 году испанским гименоптерологом Франсиско Хавьером Перис-Фелипо (Francisco Javier Peris-Felipo, University of Valencia, Paterna, Испания) по материалам из Африки.